# Bratelji
 Bratelji  falu Horvátországban Zágráb megyében. Közigazgatásilag Szamoborhoz tartozik.

## Fekvése
Zágrábtól 37 km-re, községközpontjától 17 km-re nyugatra a Zsumberk-Szamobori-hegységben fekszik.

## Története
A falu területén a korai római császárság idejéből származó temetőt tártak fel. A 34 fennmaradt romanizált kelta nemesi hamvasztásos sír kőlapokkal volt kirakva.
A falunak 1910-ben 45 lakosa volt. Trianon előtt Zágráb vármegye Szamobori járásához tartozott. 2011-ben 17 lakosa volt.

## Lakosság
| Lakosság változása | Lakosság változása | Lakosság változása | Lakosság változása | Lakosság változása | Lakosság változása | Lakosság változása | Lakosság változása | Lakosság változása | Lakosság változása | Lakosság változása | Lakosság változása | Lakosság változása | Lakosság változása | Lakosság változása | Lakosság változása |
| ------------------ | ------------------ | ------------------ | ------------------ | ------------------ | ------------------ | ------------------ | ------------------ | ------------------ | ------------------ | ------------------ | ------------------ | ------------------ | ------------------ | ------------------ | ------------------ |
| 1857               | 1869               | 1880               | 1890               | 1900               | 1910               | 1921               | 1931               | 1948               | 1953               | 1961               | 1971               | 1981               | 1991               | 2001               | 2011               |
| 0                  | 0                  | 0                  | 0                  | 0                  | 45                 | 32                 | 34                 | 45                 | 47                 | 42                 | 39                 | 31                 | 19                 | 17                 | 17                 |

## Nevezetességei
Régészeti lelőhely, római kori temető.

## Külső hivatkozások
- Szamobor hivatalos oldala
- A szamobori Szent Anasztázia plébánia honlapja
- Szamobor város turisztikai egyesületének honlapja